# 率然
率然，亦即常山之蛇，是中國古代一種傳說中的蛇，一般是兵家在演繹陣法時所運用的具體比喻物。

## 典故及概念
率然典出於兵家經典《孫子兵法》。《孫子·九地》篇載：「故善用兵者，譬如率然；率然者，常山之蛇也，擊其首，則尾至，擊其尾，則首至，擊其中，則首尾俱至。敢問：『兵可使如率然乎？』曰：『可。』」指用兵出色的將領應該能將軍隊訓練得像率然一樣，當頭部受到襲擊時，尾部會立刻前驅救應；尾部受到攻擊，頭部亦立即回頭救應；如果身體中段受擊，則頭尾兩端均會前往救應。這種陣法與另一種陣式概念「掎角」頗為相似，重視軍隊隊伍之間的互相策應及聯繫。《禮記正義·卷三·曲禮上》亦曾引載這段內容：「又《兵書》云：『善用兵者似率然。率然者，常山蛇。擊其首，則尾至。擊其尾，則首至。擊其中，則首尾俱至。是其各有陳（陣）法也。』」意思大致相近。

## 陣法及價值
率然陣勢與中國古陣法中的「一字長蛇陣」頗有關聯，與著名的風后八陣圖中的「蛇蟠陣」概念亦有因襲的關係。以軍事及計謀聞名的章回小說《三國演義》中，亦時有「長蛇陣」的概念出現。如第93回中，諸葛亮受到曹魏將領姜維襲擊時，形容其陣勢是「正東上軍馬，一帶火光，勢若長蛇」。在第111回中，曹魏將領鄧艾於祁山下寨時，以「祁山九寨勢如長蛇，首尾相顧」為陣勢，受到已成為蜀漢主將的姜維所嘆服。中國劇集《水滸傳》中，出身將門的呼延灼就曾聚集青州兵演練長蛇陣，強調「率然」首尾相救的機動模式，以對付二龍山的魯智深、武松等眾。可見調動得宜的長蛇陣勢，能做到首尾相顧，是善於佈陣用兵的一種公認證明。

## 文獻或作品
- 曹植《魏德論》：「惟我聖后，神武蓋天，威光佐掃，辰彗北彎，首尾爭擊，氣齊率然。」
- 裴松之注《三國志·張遼傳》引孫盛語：「夫兵固詭道，奇正相資，若乃命將出征，推轂委權，或賴率然之形，或憑掎角之勢，羣帥不和，則棄師之道也。」（《三國志·張遼傳》）
- 晉代孫綽上疏：「如其迷逆不化，復欲送死者，南北諸軍風馳電赴，若身手之救痛痒，率然之應首尾，山陵既固，中夏小康。」（《晉書·孫綽傳》）
- 晉代庾亮兒子庾龢諫叔父庾翼一文：「若窮寇慮逼，送死一決，東西互出，首尾俱進，則廩糧有抄截之患，遠略乏率然之勢。進退惟思，不見其可。」（《晉書·庾亮傳》）
- 《武經總要·古陣法敘》：「史稱諸葛亮推演八陣圖，得其新意。今夔州之南北岸，沙中累石，為八陣形勢。凡八行，行相去二丈。桓溫伐蜀，路繇之僚佐觀之，無能知者，視之曰：『此常山蛇勢也。』」
- 唐代杜牧《東兵長句十韻》：「即墨龍文光照曜，常山蛇陣勢縱橫。」
- 賀長齡《皇朝經世文編·卷七十五·兵政六》：「相救如率然。內外須為犄角。」
- 盛康《皇朝經世文續編·卷八十六·兵政十二》：「姑孰山川阻險，扼要江津，居中馭駛，勢若率然，觸處為首尾，是故無事散之五標而不見多。」
- 《臺灣文獻叢刊》〈續明紀事本末·卷七·閩海遺兵〉載：「傑書兵數萬至，國軒、淑以軍二千憑城進，且戰且守，勢若率然，殺章京巴名克。」

## 其他意義
「率然」在文言文中亦可表示「全部（率）都是這樣（然）」之意。作為形容詞，也有「直接」、「灑脫坦率」或「瀟灑不羈」等意思。

## 備註
1. ↑  〈蛇蟠陣贊〉：「風為蛇蟠，附天成形。勢能圍遶，性能屈伸。四奇之中，與虎為鄰。後變常山，首尾相因。」
2. ↑  《三國演義》第九十三回〈姜伯約歸降孔明，武鄉侯罵死王朗〉原文：「候至半夜，忽然四下火光沖天，喊聲震地，正不知何處兵到。只見城上亦鼓譟吶喊相應，蜀兵亂竄。孔明急上馬，有關興，張苞二將保護，殺出重，圍回頭視之，正東上軍馬，一帶火光，勢若長蛇。孔明令關興探視，回報曰：『此姜維兵也。』孔明歎曰：『兵不在多，在人之調遣耳，此人真將才也！』」
3. ↑  《三國演義》第一一一回〈鄧士載智敗姜伯約，諸葛誕義討司馬昭〉原文：「於是蜀兵盡離鍾提，殺奔祁山來。哨馬報說魏兵已先在祁山立下九個寨棚。維不信，引數騎憑高望之，果見祁山九寨勢如長蛇，首尾相顧。維回顧左右曰：『夏侯霸之言，信不誣矣。此寨形勢絕妙，止吾師諸葛丞相能之。今觀鄧艾所為，不在吾師之下。』」
4. ↑  中視《水滸傳》第二十七集劇集梗概[永久]

## 相關項目
- 陣法
- 孫子兵法
- 動物兵法